# بابونه هرمزگانی
بابونه هرمزگانی (نام علمی: Anthemis mirheydari) نام یک گونه از سرده بابونه است.